# Raccuja

Localització de Raccuja dins de Messina

Raccuja (sicilià Raccuja) és un municipi italià, dins de la ciutat metropolitana de Messina. L'any 2009 tenia 1.993 habitants. Limita amb els municipis de Floresta, Montalbano Elicona, San Piero Patti, Sant'Angelo di Brolo, Sinagra i Ucria.

## Administració
| Període | Identitat              | Partit        |
| ------- | ---------------------- | ------------- |
| 2007-   | Damiano Cono Salpietro | Llista cívica |